# Bete Giyorgis
Bét Giyorgis (amharique : ቤተ ጊዮርጊስ, Saint-Georges) est l’un des onze bâtiments rupestres de Lalibela, aujourd'hui tous utilisés comme églises, en Éthiopie dans l'ancienne province du Lasta, à 2 600 m d'altitude. Elle a été taillée dans la roche au début du XIIIe siècle et est la plus célèbre et la plus récente des onze églises de la « nouvelle Jérusalem ». 

## Histoire
Selon l'histoire culturelle éthiopienne, Bétä Giyorgis a été construite pendant le règne du roi Gebre Mesqel Lalibela de la dynastie des  Zagwé. Celui-ci aurait eu une vision divine lui ordonnant de construire les églises. Selon la légende, la construction fut rapidement terminée, saint Georges (saint "patron céleste de l'Éthiopie") lui-même, dirigeant des escouades d'anges, ayant participé aux travaux.
Cette église ainsi que les autres monuments du site sont classées par l’UNESCO au patrimoine mondial sous l'intitulé « Églises creusées dans le roc de Lalibela ». Lalibela est un site de pèlerinage pour les chrétiens éthiopiens, en particulier lors de la fête de Timqet.

## Description
Les Chroniques Royales désignent Beta Gheorgis comme la dernière église érigée par le roi Lalibela. Ce sanctuaire se dresse seul au sein de sa propre enceinte dont les murs s'élèvent à une hauteur de 12 mètres. 
Peut-être en raison de sa position isolée, c'est l'une des structures les plus mémorables de Lalibela. Il n'y a rien pour distraire lorsque l'on se concentre sur ses murs de grès couleur rouille, leur patine formée par les pluies et les lichens. 
L'église se trouve dans un puits trapézoïdal de 22 mètres par 23 mètres de côté creusé dans le tuf volcanique rose du plateau de Lasta. C’est une structure indépendante, qui n’est rattachée à la roche que par sa base. Elle est entièrement excavée dans le plateau rocheux. Elle a l'aspect général d'une tour à étages de largeur décroissante qui émerge d'un socle très haut à trois gradins. On y accède par une tranchée précédée d'un tunnel.  Elle est située un peu à l’écart à l’ouest des deux groupes (la « Jérusalem céleste » et la « Jérusalem terrestre ») des autres églises. Elle est reliée par une succession de tunnels au groupe de quatre églises situé au nord-est, sur l'autre rive du Yordanos.
L'édifice suit un plan cruciforme (croix grecque) d'environ 11 m de côté (14 m pour le socle). Sa hauteur est de 11 mètres. 3 400 m3 de rocher durent être enlevés pour détourer l’église extérieurement et ainsi constituer la cour et ses environs, et 450 m3 pour sculpter et décorer l'intérieur de l'église.
Le bâtiment est une croix grecque autoportante, s'élevant d'une base haute (22 × 23 mètres). L'influence de l'architecture arabe est visible dans l'arc brisé et le fleuron qui le surmonte. 
Le toit plat de Beta Gheorgis reprend le thème de la croix et l'utilise à la fois symboliquement et fonctionnellement. Le toit, une croix dans une croix, fournit des canaux pour évacuer l'eau, tandis que des jets d'eau se projettent vers l'extérieur juste en dessous de la corniche supérieure. L'intérieur de cette église est beaucoup plus simple que les autres, mais il montre une telle précision de sculpture qu'on a le sentiment que non seulement des artistes talentueux étaient à l'œuvre ici, mais peut-être aussi qu'il y a déjà une touche d'académisme. Cet édifice pourrait bien être associé au XIIIe siècle. 
La partie centrale de la croix, renforcée par des piliers monumentaux d'où s'élèvent des arcs, présente une voûte peu profonde, tandis qu'au-dessus du bras oriental du sanctuaire se trouve un dôme palmé, élément bien connu dans l'architecture byzantine. On comprend ainsi que les Éthiopiens considéraient cette église non seulement comme une structure de dédicace mais aussi comme un véritable martyrium du patron du pays, Saint Georges.

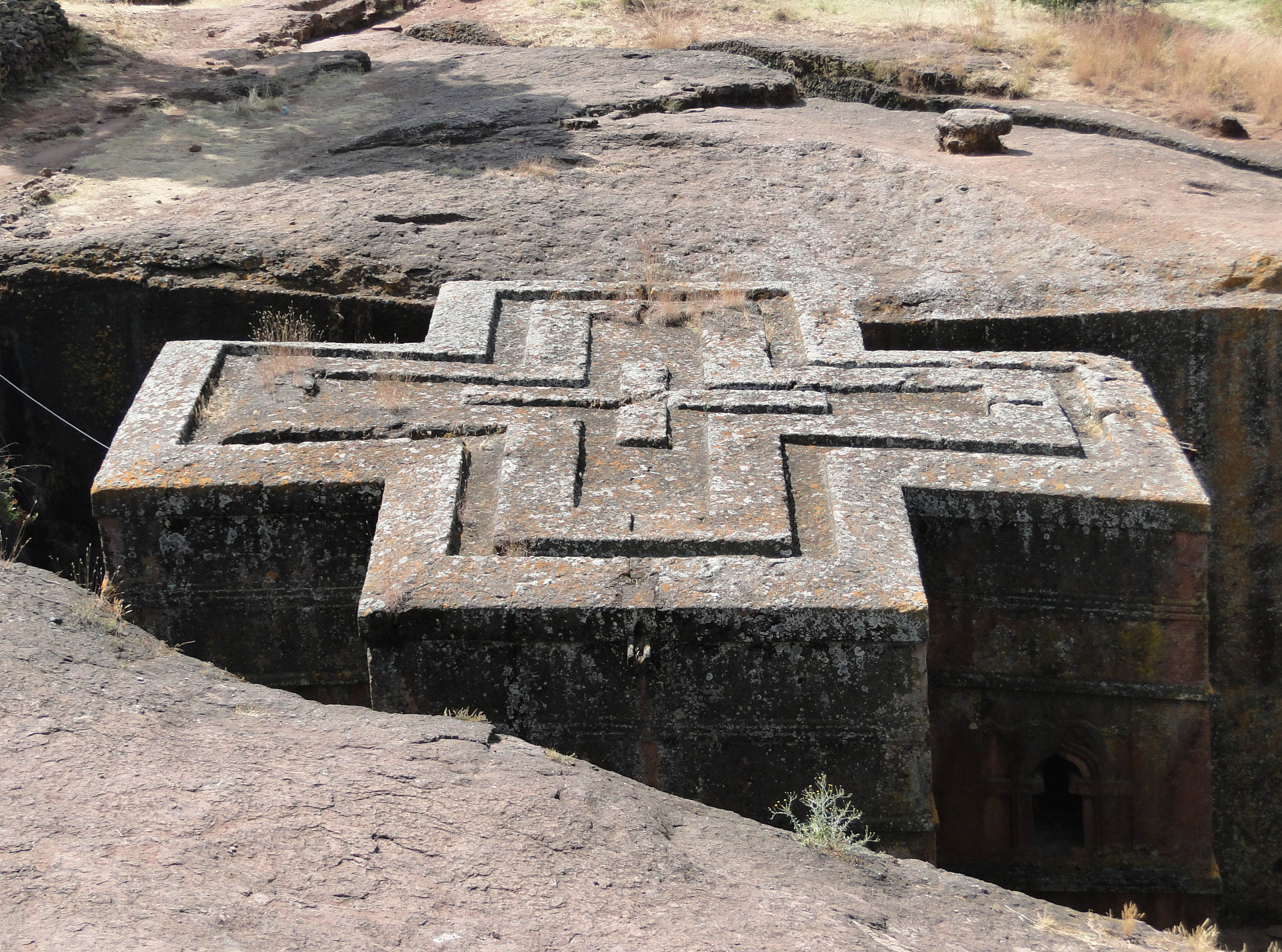
Bete Giyorgis.

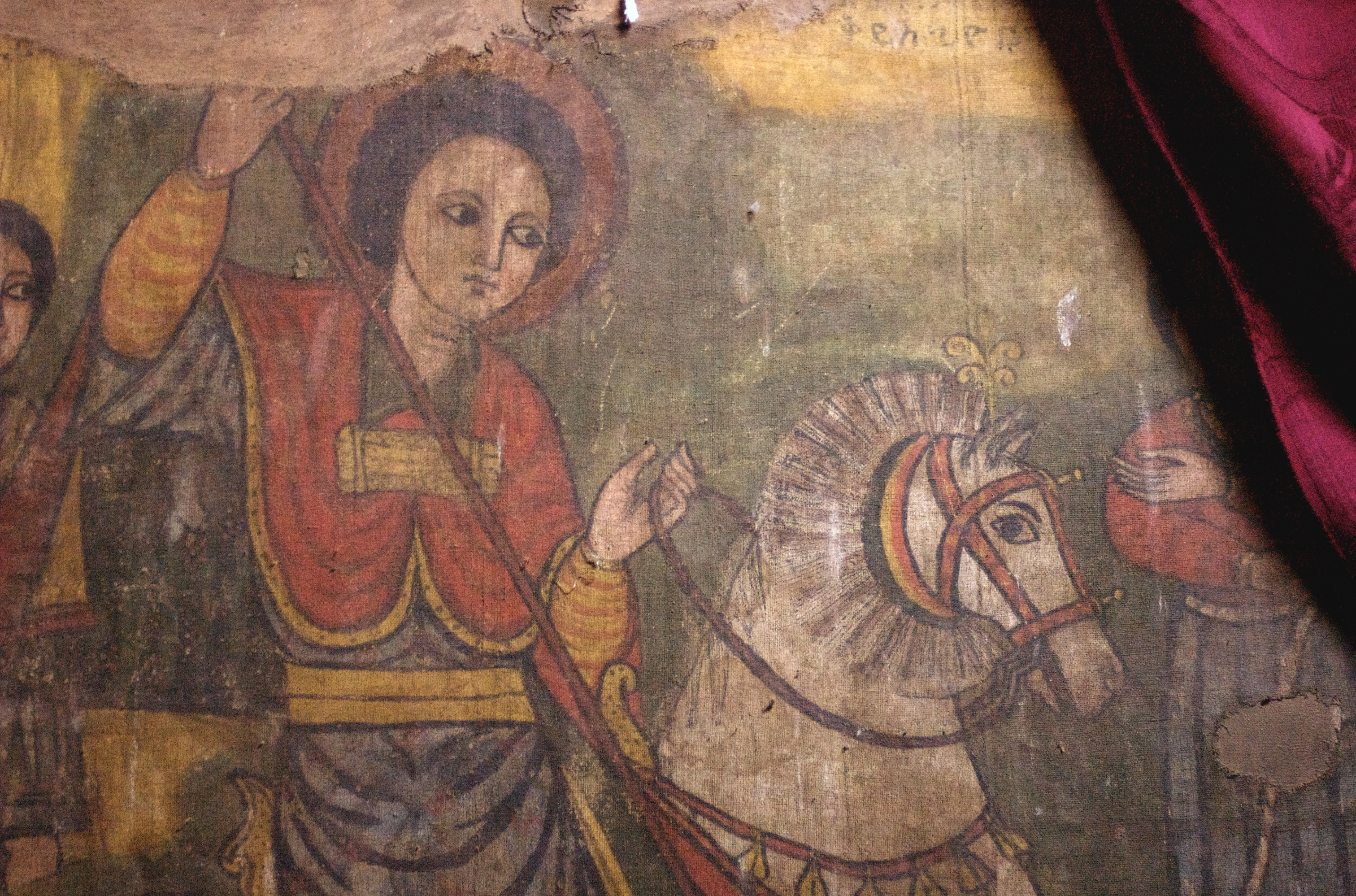
Illustration de saint Georges visible dans l'église.

L'archéologue R. Sauter la décrit ainsi : « Église monolithe tout à fait remarquable par son élégance, ses fenêtres ogivales à fleurons, son imposant perron, son plan cruciforme, son intérieur dépourvu de colonnes ou de piliers, ses plafonds plats et sa coupole sanctuaire, tous ornés de croix en relief ».
Sur la toiture sont présentes des gargouilles sur les arêtes sud, nord et ouest. L'église n'abrite ni peintures, ni sculptures susceptibles de distraire le regard de l'harmonie et de la simplicité de ses lignes. Au plafond, chaque bras de la croix est coupé par une arche en plein cintre taillée dans le prolongement des pilastres qui s'élèvent aux quatre coins de l'espace central. 
Ce motif de la croix grecque est répété à l'extérieur trois fois sur le toit de l'église. Alors que les fenêtres inférieures de l'édifice sont de style axoumite, les fenêtres supérieures sont en ogive fleuronnée et rappellent celles de Biet Golgothà.